# Callicostella heterophylla
Callicostella heterophylla är en bladmossart som beskrevs av Johan Ångström 1873. Callicostella heterophylla ingår i släktet Callicostella och familjen Hookeriaceae. Inga underarter finns listade i Catalogue of Life.